# Scotorythra artemidora
Scotorythra artemidora är en fjärilsart som beskrevs av Edward Meyrick 1899. Scotorythra artemidora ingår i släktet Scotorythra och familjen mätare. Inga underarter finns listade.